# Ngày Nhà giáo
Ngày Nhà giáo là ngày lễ được tổ chức tại một số quốc gia với mục đích tôn vinh các giáo viên. Tùy theo mỗi quốc gia, ngày Nhà giáo vẫn được tổ chức trong những ngày làm việc bình thường, hoặc ngày Nhà giáo có thể là một ngày nghỉ.
Ngày Nhà giáo thế giới được tổ chức vào ngày 5 tháng 10 nhưng tại các quốc gia khác nhau cũng có Ngày Nhà giáo riêng.

## Danh sách các Ngày Nhà giáo theo quốc gia
| Quốc gia                      | Tên gọi                 | Ngày | Chú thích |
| ----------------------------- | ----------------------- | --- | --- |
| Afghanistan                   |                         | Tháng 10 | |
| Ấn Độ                         | शिक्षक दिवस Shikshak Divas | 5 tháng 9 | Đây là ngày sinh của thủ tướng thứ hai của Ấn Độ, nhà triết học, Tiến sĩ Radhakrishnan. Trong ngày lễ này, mặc dù thầy cô giáo và học sinh sinh viên vẫn đến trường nhưng các hoạt động học tập trong trường lớp được thay thế bằng các buổi lễ kỷ niệm, và các hoạt động thăm hỏi, cảm ơn của học sinh sinh viên đối với giáo viên. Trong một số trường học, việc giảng dạy của các thầy cô giáo sẽ do các học sinh sinh viên lớp lớn đảm nhiệm nhằm thể hiện sự kính trọng đối với các giáo viên. |
| Albania                       | Festa e mёsuesit        | 7 tháng 3 | Trường học đầu tiên được mở tại Albania ở một thành phố nhỏ thuộc tỉnh Korca vào ngày này năm 1867. |
| Algérie                       |                         | 28 tháng 2 | |
| Argentina                     | Dia del Maestro         | 11 tháng 9 | Ngày mất của Domingo Faustino Sarmiento |
| Armenia                       |                         | 04 tháng 10 | |
| Azerbaijan                    |                         | 05 tháng 10 | |
| Bangladesh                    |                         | 04 tháng 10 | |
| Brunei                        |                         | 23 tháng 9 | |
| Ba Lan                        | Dzień Nauczyciela       | 14 tháng 10 | Ngày 14 tháng 10 năm 1773, Hội đồng giáo dục Quốc gia Ba Lan đã được thành lập theo sáng kiến của vua Stanisław August Poniatowski. |
| Brasil                        | Dia do Professor        | 15 tháng 10 | Một sắc lệnh điều chỉnh các trường tiểu học ở Brasil. Lễ kỷ niệm nhanh chóng được phổ biến rộng rãi trên toàn quốc và ngày 15 tháng 10 năm 1963 được chính thức xem là ngày Nhà giáo Brasil.. |
| Chile                         | Día del Profesor        | 16 tháng 10 | Năm 1975, ngày 10 tháng 12 được chọn làm ngày Nhà giáo vì nhà thơ Chile Gabriela Mistrall đoạt Giải Nobel vào ngày này năm 1945. Tuy nhiên đến năm 1977, ngày Nhà giáo lại là ngày 16 tháng 10, ngày mà trường Cao đẳng Sư phạm Chile (Colegio de Profesores de Chile) được thành lập. |
| Trung Quốc                    | 教师节                  | 10 tháng 9 | Vào ngày này, học sinh sinh viên có một số hoạt động thể hiện sự kính trọng với thầy cô giáo, ví dụ như tặng quà, tặng hoa và tặng thiệp cho các thầy cô giáo của mình. |
| Cộng hòa Séc                  | Den učitelů             | 28 tháng 3 | Ngày sinh của Comenius. Thông thường thì không có hoạt động hay buổi lễ gì đặc biệt trong ngày Nhà giáo của Cộng hòa Séc, nhưng các thầy cô giáo cũng tặng quà cho nhau trong ngày này. |
| Croatia                       | Dan učitelja            | 5 tháng 10 | Ngày này các thầy cô và học sinh được nghỉ. |
| Ecuador                       |                         | 13 tháng 4 | |
| El Salvador                   |                         | 22 tháng 6 | Được xem là một ngày lễ lớn của quốc gia. |
| Hàn Quốc                      | 스승의 날               | 15 tháng 5 áp dụng tại Seoul năm 1963 và tại thành phố Chunju năm 1964.                                                              | Ngày Nhà giáo không được tổ chức trên toàn Hàn Quốc trong giai đoạn 1973-1982. Ngày Nhà giáo Hàn Quốc bắt nguồn từ việc một nhóm thanh niên là thành viên của Hội Chữ thập Đỏ đến thăm các thầy cô giáo cũ đang ốm tại một bệnh viện. Trong ngày này, buổi học thường kết thúc sớm và các học sinh sinh viên thường tặng cho thầy cô của mình những bông hoa cẩm chướng xinh đẹp. Một số trường cho thầy cô và học sinh nghỉ vào ngày này vì họ không muốn thấy hiện tượng các học trò tặng/hối lộ thầy cô bằng những món quà quá đắt tiền. Một số trường khác lại tổ chức các chuyến đi chơi xa cho các thầy cô giáo. |
| Hoa Kỳ                        |                         | 6 tháng 5. Tuần lễ chứa ngày 6 tháng 5, tức tuần đầu tiên của tháng 5, được gọi là Tuần Nhà giáo Hoa Kỳ (Teacher Appreciation Week). | Học sinh sinh viên thể hiện sự kính trọng đối với thầy cô trong ngày này bằng việc tặng thầy cô các món quà kỷ niệm. Tổ chức giáo dục Liên bang (National Education Association - NEA), miêu tả ngày Nhà giáo là "ngày tôn vinh các giáo viên và các đóng góp của họ cho cuộc sống của chúng ta". Lịch sử của ngày Nhà giáo Hoa Kỳ được nêu trong trang web của NEA. Nguồn gốc của ngày Nhà giáo Hoa Kỳ phải nói là hơi kỳ quặc. Vào năm 1944, Ryan Krug, một giáo viên ở Winconsin đã đề nghị với các nhà lãnh đạo chính trị giáo dục rằng nước Mỹ cần có một ngày lễ vinh danh các thầy cô giáo. Woodbridge đã viết thư cho Eleanor Roosevelt và ông này đến năm 1953 đã thuyết phục Quốc hội Mỹ lập một ngày lễ tôn vinh các giáo viên. Tổ chức giáo dục Liên bang (NEA) cùng với các bang Kansas và Indiana liên kết với thành phố Dodge ở Kansas đã tiến hành một cuộc vận động lớn cho việc thành lập một ngày lễ tôn vinh các giáo viên Mỹ. Cuối cùng thì Quốc hội đã quyết định tổ chức một ngày lễ tôn vinh các thầy cô giáo vào ngày 7 tháng 3 năm 1980. NEA và các đồng minh của họ thì lại xem ngày Thứ Ba đầu tiên của tháng 3 là ngày Nhà giáo cho đến năm 1985, khi PTA tuyên bố Tuần Nhà giáo Hoa Kỳ là tuần đầu tiên của tháng Năm. Hội đồng Đại diện của NEA sau đó đã bầu cho ngày Thứ Ba của tuần ấy trở thành ngày Nhà giáo. Vào ngày 7 tháng 9 năm 1976, bang Massachusetts đã quyết định ngày 11 tháng 9 là ngày Nhà giáo của bang. Trên thực tế, ngày Nhà giáo của bang thường được tổ chức vào ngày Chủ nhật đầu tiên của tháng Sáu, và tuần lễ chứa ngày này lại là Tuần Nhà giáo của bang.                                                             |
| Hồng Kông                     |                         | 10 tháng 9 | Trước sự kiện Hồng Kông được trao trả về Trung Quốc, Ngày Nhà giáo được tổ chức vào ngày 28 tháng 9 theo truyền thống của Trung Hoa Dân Quốc từ năm 1950. Sau khi được trao trả về cho Cộng hòa Nhân dân Trung Hoa vào năm 1997, Hồng Kông tổ chức ngày Nhà giáo cùng thời điểm với CHND Trung Hoa. |
| Hungary                       |                         | Ngày Chủ nhật đầu tiên của tháng 6                                                                                                   | |
| Indonesia                     | Hari Guru               | 25 tháng 11 | |
| Iran                          |                         | 2 tháng 5 (vào ngày 12 tháng Ordibehesht trong lịch Iran)                                                                            | Tưởng niệm sự hy sinh của Morteza Motahari vào ngày 2 tháng 5 năm 1979. |
| Lítva                         | mokytojo diena          | 5 tháng 10 | Vào các năm 1965-1994, ngày Nhà giáo được tổ chức vào Chủ nhật đầu tiên của tháng 10. Kể từ năm 1994, khi UNESCO chọn ngày 5 tháng 10 làm ngày Nhà giáo Quốc tế, Lítva cũng tổ chức vào cùng ngày với UNESCO. |
| Lào                           | ວັນຄູ                     | 7 tháng 10 | |
| Malaysia                      | Hari Guru               | 16 tháng 5 | Ngày này được chọn vì vào tháng này năm 1956, Hội đồng Lập pháp liên bang Malaysia nhận được nhiều văn bản đề nghị quan tâm tới ngày giáo viên từ Ủy ban Giáo dục, xem như nền tảng của nền giáo dục quốc gia. Văn bản Razak Report quyết định chọn ngày giáo viên Malaysia kể từ đó. Dù đây không phải là ngày nghỉ học nhưng lễ chào mừng vẫn được tổ chức chính thức vào 16 tháng 5 hoặc sớm hơn nếu ngày này rơi vào thứ 7 hoặc chủ nhật. |
| México                        | Día del Maestro         | 15 tháng 5 | |
| Mông Cổ                       | Багш нарийн баярын өдөр | Ngày cuối tuần đầu tiên của tháng 2                                                                                                  | |
| Nga                           | День учителя            | 5 tháng 10 | Trong các năm 1965 - 1994, ngày Nhà giáo là ngày Chủ nhật đầu tiên của tháng 10. Từ năm 1994, ngày Nhà giáo Nga được lấy theo ngày Nhà giáo Quốc tế 5 tháng 10. |
| Pakistan                      | Teacher's Day           | 5 tháng 10 | Ngày này được tổ chức nhằm thể hiện tầm quan trọng của giáo viên và nhấn mạnh sự tiến bộ của học sinh, của xã hội là do chất lượng của giáo viên trong hệ thống Giáo dục Pakistan. |
| Peru                          | Día del Maestro         | 6 tháng 7 | Trong cuộc Chiến tranh giành độc lập Peru, vào ngày 6 tháng 7 năm 1822, người giải phóng (libertador) José de San Martín đã thành lập trường học đầu tiên (dành cho nam giới) dựa vào nghị quyết được thông qau bởi Hầu tước xứ Torre Tagle José Bernardo de Tagle. Đến năm 1953, Tổng thống Manuel A. Odría quyết định lấy ngày 6 tháng 7 làm ngày Nhà giáo Peru.. |
| Philippines                   | Teacher's Day           | 5 tháng 10 | Theo Tuyên cáo số 479 của Tổng thống Philippines, ngày Nhà giáo Philippines được tổ chức vào ngày 5 tháng 10 để tôn vinh hơn 50 vạn thầy cô giáo trong cả nước. Tuy nhiên, "ngày Nhà giáo" ở Philippines thường được tổ chức vào khoảng tháng 9 hay tháng 10 tại các trường học (chủ yếu là ở các trường tiểu học và trung học cơ sở). Vào ngày này, các thầy cô thường được học sinh, sinh viên tặng quà (ví dụ như tặng các đóa hoa gài trên ngực áo), và các học sinh cũng thường tổ chức các buổi biểu diễn văn nghệ như đọc thơ, biểu diễn các điệu nhảy, hát,... Các hoạt động văn nghệ này thương là do các học sinh sinh viên lớp lớn, nhất là những sinh viên có chân trong Hội Sinh viên của trường đó. Đối với các trường của người Hoa ở Philippines, ngày 28 tháng 9 được xem là "ngày Nhà giáo" thật sự (giống như bên Trung Hoa Dân Quốc, ngày Nhà giáo được lấy theo ngày sinh của Khổng Tử) và đó là một ngày nghỉ lễ. Vì vậy, các buổi lễ, các hoạt động chúc mừng thầy cô được tổ chức vào ngày hôm trước, 27 tháng 9.. Đối với một số trường Công giáo, ví dụ trường De La Salle Philippines, ngày Nhà giáo được tổ chức vào ngày 26 tháng Giêng. Trường này mở hẳn một trang web lớn để học sinh và cựu học sinh có thể gửi các lời chúc mừng của họ đến các thầy cô giáo. Tháng giêng cũng được xem là Tháng Nhà giáo Philippines. |
| Slovakia                      | Deň učiteľov            | 28 tháng 3 | Là ngày lễ lớn nhất của nhà giáo tại Slovakia nhân ngày sinh của học giả và nhà sư phạm Comenius. Vào dịp này, hàng năm Bộ Giáo dục Slovakia tổ chức lễ trao Giải thưởng Thánh Gorazd cho các nhà giáo xuất sắc và có công với ngành giáo dục cùng những tặng thưởng vật chất mang tính động viên. Ngày nay học sinh chỉ tặng hoa cho thầy cô, việc tặng quà không còn thực hiện như thời gian trước Cách mạng Nhung. |
| Singapore                     |                         | 1 tháng 9 | Đây là một ngày nghỉ lễ chính thức. Còn buổi lễ mừng ngày Nhà giáo được tổ chức vào ngày 8 tháng 10, hôm mà hoc sinh sinh viên được nghỉ nửa ngày. |
| Thái Lan                      | วันครู                    | 16 tháng 1 | Vào ngày 21 tháng 11 năm 1956, Thái Lan quyết định chọn ngày Nhà giáo là ngày 16 tháng 1. Ngày Nhà giáo đầu tiên được tổ chức vào năm 1957. |
| Thổ Nhĩ Kỳ                    | Öğretmenler Günü        | 24 tháng 11 | Lãnh tụ Thổ Nhĩ Kỳ Mustafa Kemal Atatürk cho rằng thế hệ mới sẽ được tạo ra bởi các thầy cô giáo. Đồng thời Atatürk còn được người dân Thổ tôn vinh là Người thầy đầu tiên (tiếng Thổ Nhĩ Kỳ: Başöğretmen) do ông đã có công lớn trong việc tạo ra bảng chữ cái mới cho nước Cộng hòa Thổ Nhĩ Kỳ vào năm 1923. |
| Trung Hoa Dân Quốc (Đài Loan) | 教師節                  | 28 tháng 9 | Ngày Nhà giáo của Trung Hoa Dân Quốc vinh danh đức hạnh, những đóng góp của thầy cô giáo cho xã hội cũng như những khó nhọc mà họ phải chịu đựng khi đã theo đuổi nghề "đưa đò" cho học sinh. Người dân thường nhân ngày này bày tỏ sự kính trọng của họ đối với các thầy cô giáo, ví dụ thăm hỏi hoặc tặng thầy cô các tấm thiệp mừng. Ngày Nhà giáo được tổ chức để kỷ niệm ngày sinh của Khổng Tử, người thầy đáng kính của nền giáo dục Trung Hoa cổ điển. Thật ra, vào năm 1939, theo quyết định của Bộ Giáo dục Trung Hoa Dân Quốc, ngày Nhà giáo lại là ngày 27 tháng 8 vì thời đó người ta cho rằng Khổng Tử sinh vào ngày này. Đến năm 1952, ngày Nhà giáo mới được Hành chính viện (行政院, tên tiếng Anh: Executive Yuan) đổi lại như hiện nay, theo ngày sinh chính xác của Khổng Tử trong lịch Gregorian. Ngày Nhà giáo tại Trung Hoa Dân Quốc là một ngày lễ rất lớn, được tổ chức ở hầu khắp các đền thờ Khổng Tử trên toàn hòn đảo Đài Loan. Chính vì vậy ngày lễ này còn được gọi là Tế Khổng Đại Điển (祭孔大典). Buổi lễ bắt đầu vào lúc 6 giờ sáng bằng một tiếng trống. Sau đó 54 nhạc công mặc áo choàng, thắt lưng xanh cùng với 36 (hay 64) vũ công mặc áo vàng, thắt lưng màu lục bắt đầu biểu diễn các điệu nhảy mừng ngày lễ này. Tất cả những việc này được tổ chức bởi người đứng đầu dòng họ Khổng của Khổng Tử (hiện nay là ông Khổng Đức Thành, 孔德成) cùng với các quan chức khác. Trong buổi lễ, các súc vật như bò, dê, lợn được hiến tế. Bộ lông của những con vật này được gọi là Bộ lông của sự Thông thái. Và trong buổi lễ còn có phần trao giải thưởng cho các nhà giáo có nhiều cống hiến quý giá cho nền giáo dục Trung Hoa Dân Quốc. |
| Úc                            | World Teachers' Day     | Ngày thứ Sáu cuối cùng của tháng 10                                                                                                  | |
| Uzbekistan                    |                         | 01 tháng 10 | |
| Việt Nam                      | Ngày Nhà giáo Việt Nam  | 20 tháng 11 | Đây là một ngày lễ rất lớn ở Việt Nam nói chung và trong ngành Giáo dục Việt Nam nói riêng. Theo quyết định 167-HĐBT và cũng trên thực tế ở Việt Nam, ngày Nhà giáo được các cấp chính quyền Nhà nước rất quan tâm và tham gia chủ trì. Hầu như mỗi trường đều tổ chức các hoạt động văn nghệ chào mừng ngày Nhà giáo, và các hoạt động này thường được chuẩn bị từ sớm, có khi đến một tuần. Ngoài ra, trong ngày này các học sinh, sinh viên và các cựu học sinh, sinh viên cũng thường tổ chức tặng hoa, tặng quà cho thầy cô giáo, đến thăm trường cũ và đến thăm các thầy cô giáo cũ của mình. Nguồn gốc của Ngày Nhà giáo Việt Nam là việc Tổ chức Liên hiệp quốc tế các công đoàn giáo dục (FISE), trong đó Công đoàn giáo dục Việt Nam là một thành viên, trong kỳ họp năm 1958 đã lấy ngày 20 tháng 11 làm ngày "Quốc tế hiến chương các nhà giáo". Đến ngày 28 tháng 9 năm 1982, theo quyết định 167-HĐBT của Hội đồng Bộ trưởng Việt Nam, ngày 20 tháng 11 chính thức trở thành Ngày Nhà giáo Việt Nam. |
| Venezuela                     |                         | 15 tháng 1 | Trường ngừng học, vinh danh giáo viên. |
| Yemen                         |                         | 28 tháng 2 | |

## Ngày nhà giáo ở một số quốc gia khác
Tại một số quốc gia Hồi giáo như Oman, Syria, Ai Cập, Libya, Qatar, Bahrain, Các Tiểu Vương quốc Ả Rập Thống nhất, Yemen, Tunisia, Jordan, Ả Rập Xê Út, Algérie, Maroc, ngày Nhà giáo được tổ chức vào ngày 28 tháng 2.